# Banc du Geyser
Pour les articles homonymes, voir Banc et Geyser (homonymie).
Le banc du Geyser (ou banc du Geysir) est un récif corallien situé à 110 km au nord-est de Mayotte, dans l'océan Indien.

## Géographie
Le banc du Geyser est situé à 110 km au nord-est de Mayotte et 122 km au sud-ouest des îles Glorieuses, ainsi qu'à 300 km à l'ouest de la pointe nord de Madagascar. Le banc domine des fonds abyssaux de 3 500 m de profondeur qui le séparent de Mayotte.
Le banc du Geyser mesure approximativement 8 km de long et son ovale s'étale sur 5 km de large environ, occupant une surface de 175 km2. Le plus gros rocher de la partie sud s'élève à près de 8 m, les autres de 1 à 3 m. Il se compose de 3 grandes unités récifales :
- Récif périphérique sub-émergeant, lui-même composé (et visible à marée basse) de:
  - Le Fer à cheval : Forme de croissant, les pointes tournées vers l'ouest;
  - Un deuxième récif situé au nord-est du banc;
- Récif périphérique ennoyé : Situé au sud, composé d'une pente externe et d'un platier ;
- Terrasse : 20 mètres de profondeur, et parsemée de pâtés coralliens.

Le banc du Geyser n'est pas le seul récif immergé de la zone:
- à 10 km à l’ouest se trouve le récif corallien du banc de la Zélée (12° 27′ S, 46° 14′ E) (le Geyser et la Zélée sont les deux cônes volcaniques, partiellement jointifs à moins de 1 000 mètres de profondeur, d'un même volcan sous-marin)[4] ;
- au nord-ouest, le banc du Bornéo (12° 14′ S, 46° 12′ E) ;
- le banc du Bison se situe encore plus au nord[Où ?].

## Géologie
Selon Baudé et al (1983), le banc du Geyser serait le résultat d'une remontée de magma basaltique au niveau de l'ancienne croûte océanique pendant de la dérive de Madagascar vers le Sud-Est lors de l'expansion océanique (théorie du volcanisme intra-plaque). Ce n'est pas un banc de sable, mais un  banc récifal, édifice corallien construit sur un haut-fond en pleine mer. Les sédiments accumulés par les vagues sur les récifs permettent la formation de petites îles coralliennes, comme les Glorieuses, Juan de Nova ou Tromelin.

## Histoire
Ce récif, qui doit dater de plus de 15 millions d'années, est très dangereux pour la navigation. Il a été découvert par les navigateurs arabes vers 700 et est représenté sur les cartes depuis l'an 800 environ.
Les Espagnols ont redécouvert le récif vers 1650 et l'ont appelé Arecife de Santo Antonio. Le capitaine du vaisseau britannique Geysir a donné définitivement le nom de son bateau à ce récif le 23 décembre 1678.
En 1976, le récif a été revendiqué et annexé par Madagascar, car il entre aussi dans la limite des 200 miles pour sa propre ZEE. En 1977, la première expédition scientifique officielle (mission Benthédi) est menée sur le banc. 
En 1980, le président comorien Ahmed Abdallah Abderamane déclare «Les Îles Glorieuses appartiennent aux Comores en raison de leur proximité avec le banc du Geyser. Dès que nous aurons récupéré Mayotte, nous revendiquerons officiellement les Glorieuses», faisant du banc du Geyser un point central de la politique régionale comorienne. En 1989, le premier bateau autorisé à pêcher sur le banc, le Yvalann, est mis en service. Les premières années de pêche sont intensives. 
En 1996, une nouvelle expédition scientifique est menée, suivie d'une étude comparative en 2006 pour dresser, sur 10 ans, l'évolution halieutique des eaux du banc du Geyser. En 1997, les pêcheurs mahorais commencent eux aussi à se rendre sur ce site éloigné et témoignent parfois de rendements exceptionnels. Cependant, les barques ne sont souvent pas adaptées pour les longs trajets à parcourir pour rejoindre le banc du Geyser depuis Mayotte. À partir des années 2000, plusieurs dizaines d'armateurs ont armé des barques pour accéder aux récifs difficiles d'accès dont le banc du Geyser. Cette pêche sauvage et massive a mené à une réduction rapide des volumes halieutiques dans la région, les pêches sont rapidement devenues moins fructueuses, et beaucoup d'armateurs ont cessé cette activité face à la chute de sa rentabilité.
En février 2012, l'administration des Terres australes et antarctiques françaises entérine la création du Parc naturel marin des Glorieuses qui englobe le banc du Geyser. Ce parc est le 2e plus grand parc marin naturel français après celui de Mayotte.

## Rattachement administratif
Ce récif fait partie des îles Éparses de l'océan Indien (et rattaché administrativement avec elles dans le cinquième district des Terres australes et antarctiques françaises) et agrandit la zone économique exclusive française de l'océan Indien (qui peut s’étendre à 200 miles soit 370,4 km des côtes depuis la ligne de base). De nombreux bateaux de pêche pirates ont été arraisonnés dans la zone[source insuffisante].
Le récif a été revendiqué par Madagascar en 1976, car il entre aussi dans la limite des 200 miles pour sa propre ZEE.
Le banc du Geyser est également revendiqué par les Comores comme partie intégrante de leur zone économique exclusive pour les mêmes raisons. Aucun arbitrage n’a été rendu pour définir les limites entre les ZEE française, comorienne et malgache dans cette zone.

## Faune
Le banc du Geyser est un site de plongée sous-marine et de pêche reconnu. 355 espèces de poissons récifaux appartenant à 52 familles y ont été répertoriées en 2006, dont 43 espèces de Labridae, 31 de Pomacentridae, 24 d'Acanthuridae, et 23 de Serranidae. Les baleines à bosse y séjournent pendant l'hiver austral avec leur baleineau. Cette activité est néanmoins soumise au contrôle et à l'autorisation de l'administration des Terres australes et antarctiques françaises. Plusieurs bâtiments de loisir étrangers ont été arrêtés à cette occasion et leur matériel de plongée saisi par la Marine nationale française. Les rochers du banc sont un refuge naturel pour de nombreuses espèces d'oiseaux.
Les holothuries sont la proie de nombreuses pêches illégales dans la région,.
Le banc du Geyser connaît également une forte concentration de raies (ex : Urogymnus asperrimus) et de requins.
En août 2017, l'Explorer, yacht spécialisé dans les plongées exploratoires privées, est repéré en situation irrégulière dans le banc du Geyser et sommé  de quitter son mouillage.